# Høgskolten
Høgskolten är en kulle i Antarktis. Den ligger i Östantarktis. Norge gör anspråk på området. Toppen på Høgskolten är 2 565 meter över havet.
Terrängen runt Høgskolten är huvudsakligen kuperad, men åt sydväst är den platt. Trakten är obefolkad. Det finns inga samhällen i närheten. 